# Gaston Deblaize
Gaston Deblaize, né à La Houssière le 13 février 1895 et mort le 1er février 1935 à Villejuif, est un sculpteur et décorateur français.

## Biographie
Gaston Victor André Deblaize naît le 13 février 1895 à La Houssière, dans le département des Vosges, du mariage de Marie Jean Victor Deblaize et d'Antoinette Maigrot. 
Il est incorporé en 1915 pour servir au front où il demeurera quarante mois dont pratiquement la moitié au Bois-le-Prêtre. Il obtient la Médaille militaire et reçoit la Croix de Guerre avec trois citations dont une à Verdun.  C'est lors des combats qu'il sculpte, s'inspirant des bornes rencontrées sur les routes parcourues avec ses camarades, une petite borne en céramique contenant de la terre sacrée du champ de bataille de Verdun. Il y ajoute le casque des poilus, le casque Adrian. Il s'agit de la première borne de la Terre sacrée.
Les bornes vont ensuite renfermer de la terre d'autres champs de bataille : Alsace, Champagne, Somme, Yser… et vont être vendues « A la mémoire des Morts de la Grande Guerre - Aux Mutilés - Aux combattants » patronnées par l'Association des Gueules Cassées avec un certificat d'origine. Gaston Deblaize fait alors don de ses droits d'auteur sur cette création.
Il expose au Salon des indépendants de 1927 une vitrine avec faïences, porcelaines et terres-cuites et, en 1929 un buste et une statuette en plâtre ainsi qu'une œuvre en plâtre nommée Le Gueux. 
Il meurt le 1er février 1935 à Villejuif.

## Hommage
Une rue de Pont-à-Mousson porte son nom.